# KNVB Beker 2020/21 (amateurs)
De KNVB Beker voor amateurs in het seizoen 2020/21 betrof alleen de bekerstrijd in de zes KNVB-districten.

## Districtsbekers

#### Deelnemers
Aan de bekertoernooien konden zowel de zaterdag- als zondag-standaardteams uitkomend in de Hoofdklasse 2020/21 en de lagere klassen (Eerste tot en met Vijfde klasse) deelnemen, alsmede de periodekampioenen van de reserve hoofdklassen 2019/20.

#### Opzet
In elk district werd er begonnen met de eerste ronde in poulevorm. Elke poule bestond in principe uit vier, maar minimaal drie elftallen, die een halve competitie afwerkten. Elftallen uitkomend in de Hoofdklasse voetbal waren vrijgesteld van deze poulefase. Er waren aparte poules voor elftallen uitkomend in de Eerste en Tweede klasse en poules voor elftallen uitkomend in lagere klassen. Om te voorkomen dat elftallen die al in de competitie bij elkaar waren ingeleed ook bij elkaar in een poule kwamen, konden Eerste en Tweede klassers uit verschillende districten bij elkaar in een poule worden ingedeeld. Uit deze poules plaatsten de poulewinnaars en de nummers twee zich voor de knock-outfase van hun eigen district, uit de overige poules plaatsen zich alleen de poulewinnaars.

Bij gelijkspel in de knock-outfase werd de winnaar bepaald door middel van een strafschoppenserie, met uitzondering van een finale waar in dat geval eerst nog een verlenging zou worden gespeeld.

#### Coronacrisis
Op 24 juni 2020 werden de maatregelen in verband met de coronacrisis in Nederland zodanig versoepeld dat vanaf 1 juli weer amateurwedstrijden in het voetbal mogelijk waren. De poulefase van de districtsbekers kon daarom normaal doorgang vinden.

Op 13 oktober maakte het kabinet maatregelen in verband met de nieuwe coronagolf bekend. Als gevolg daarvan werden alle amateurwedstrijden geschrapt. Alleen in de twee westelijke districten waren die dag al wedstrijden in de eerste ronde van de knock-outfase gespeeld, in de andere districten nog niet. Uiteindelijk besloot de KNVB om alle (beker-)competities definitief stop te zetten.

#### Plaatsing KNVB Beker 2021/22
De elftallen (uitgezonderd reserve-teams) die de halve finales in de districtsbekers zouden bereiken, zouden zich plaatsten voor het KNVB Bekertoernooi van het seizoen 2021/22.
De halve finales waren vanwege de voortijdige beëindiging echter nog niet bereikt. Tevens werden in oktober in verband met de coronamaatregelen de amateurelftallen uit de KNVB Beker genomen. De KNVB besloot daarop om de amateurelftallen die nog niet waren uitgeschakeld te plaatsen voor de tweede kwalificatieronde van de KNVB Beker 2021/22. De elftallen uitkomend lager dan de Derde divisie betroffen: Achilles Veen, Capelle, DTS Ede en Sliedrecht.
1980/81 · 1981/82 · 1982/83 · 1983/84 · 1984/85 · 1985/86 · 1986/87 · 1987/88 · 1988/89 · 1989/90 · 1990/91 · 1991/92 · 1992/93 · 1993/94 · 1994/95 · 1995/96 · 1996/97 · 1997/98 · 1998/99 · 1999/00 · 2000/01 · 2001/02 · 2002/03 · 2003/04 · 2004/05 · 2005/06 · 2006/07 · 2007/08 · 2008/09 · 2009/10 · 2010/11 · 2011/12 · 2012/13 · 2013/14 · 2014/15 · 2015/16 · 2016/17 · 2017/18 · 2018/19 · 2019/20 · 2020/21 · 2021/22 · 2023/23 · 2023/24 · 2024/25 · 2025/26